# Phlyctaenodes pustulatus
Phlyctaenodes pustulatus là một loài bọ cánh cứng trong họ Cerambycidae.